# Bågskytte vid olympiska sommarspelen 2000
Bågskytte vid olympiska sommarspelen 2000 i Sydney behöll samma format som användes i Barcelona och Atlanta.

## Medaljtabell
| Medaljfördelning |               |      |        |       |        |
| Placering        | Nation        | Guld | Silver | Brons | Totalt |
| 1                | Sydkorea      | 3    | 1      | 1     | 5      |
| 2                | Australien    | 1    | 0      | 0     | 1      |
| 3                | USA           | 0    | 1      | 1     | 2      |
| 4                | Italien       | 0    | 1      | 0     | 1      |
| 4                | Ukraina       | 0    | 1      | 0     | 1      |
| 6                | Tyskland      | 0    | 0      | 1     | 1      |
| 6                | Nederländerna | 0    | 0      | 1     | 1      |

## Resultat
| Klass                            | Guld                                                  | Silver                                                            | Brons                                                              |
| Individuellt, herrar Detaljer... | Simon Fairweather · Australien                        | Vic Wunderle · USA                                                | Wietse van Alten · Nederländerna                                   |
| Individuellt, damer Detaljer...  | Yun Mi-Jin · Sydkorea                                 | Kim Nam-Soon · Sydkorea                                           | Kim Soo-Nyung · Sydkorea                                           |
| Lag, herrar Detaljer...          | Sydkorea · Jang Yong-Ho · Kim Chung-Tae · Oh Kyo-Moon | Italien · Matteo Bisiani · Ilario Di Buò · Michele Frangilli      | USA · Butch Johnson · Rod White · Vic Wunderle                     |
| Lag, damer Detaljer...           | Sydkorea · Kim Nam-Soon · Kim Soo-Nyung · Yun Mi-Jin  | Ukraina · Natalija Burdejna · Olena Sadovnytja · Katerina Serdjuk | Tyskland · Barbara Mensing · Cornelia Pfohl · Sandra Wagner-Sachse |